# STORIES (企業)
STORIES合同会社（ストーリーズ）は、広告・映像制作・コンテンツ企画開発を日米で行うクリエイティブカンパニー

## 概要
2011年10月、博報堂DYホールディングスなどが出資して設立。広告・TVCM・MV・統合マーケティングキャンペーン・イベントなどを企画制作する事業、日本の原作をハリウッドでリメイクする事業、クリエイターをマネジメントする事業を行っている。
2015年には安室奈美恵の「Anything」、「Srranger」、 「Fashinista」、 「Brithday」などのMVを制作、「Birthday」はMTV Video Music Award Japan, Best Female Videoを受賞。
2011年よりSUBARU Your story withシリーズの企画制作を担当している。
Altered Beast, Streets of Rageをウォーキング・デッドシリーズ制作のCircle of Confusionと共同開発することを発表。

SHINOBIをアカデミー賞ノミネートプロデューサー マーク・E・プラットと共同開発することを発表。

## 事業所
- 本社 - 東京都港区赤坂5－2－20
- アメリカ子会社 STORIES INTERNATIONAL 300 Corporate Pointe STE 330 Culver City CA, 90230, USA